# Riscodopa hyalina
Riscodopa hyalina är ett mossdjur som beskrevs av Cook och Bock 2002. Arten ingår i släktet Riscodopa och familjen Petraliellidae. Inga underarter finns listade.